# Jacques de Mahieu
Jacques de Mahieu (Marsella, Francia; 31 de octubre de 1915 – Buenos Aires, Argentina; 4 de octubre de 1990) fue un antropólogo argentino-francés de ideología nacionalsocialista. Escribió varios libros sobre sus campos de estudio, que mezcló con teorías antropológicas inspiradas en el nazismo, el racismo científico y trabajos académicos publicados. Fue director de la Escuela de Formación Política del Partido Peronista. 
Colaborador del régimen de Vichy, luego se adhirió a la ideología peronista en la década de 1950. Fue mentor del Movimiento Nacionalista Tacuara, un grupo juvenil nacionalista católico en la década de 1960, y más tarde en la vida, jefe del capítulo argentino del grupo neonazi español CEDADE.

## Biografía
Nacido en Marsella, de joven Jacques de Mahieu fue influenciado por autores como Georges Sorel, Charles Maurras y Alexis Carrel y se unió al movimiento de Action Française. Fue colaborador del  régimen de Vichy y formó parte de la 33.ª División de Granaderos SS Voluntarios Charlemagne en las Waffen-SS, una de las que combatió contra los soviéticos frente a la Cancillería de Berlín, hasta quedarse sin municiones, marcando el final mismo de la guerra.
Después de la liberación de Francia, fue uno de los primeros en huir a la Argentina de Juan Domingo Perón. Como argentino naturalizado, se convirtió en un ideólogo del movimiento peronista, antes de convertirse en mentor del grupo juvenil nacionalista católico Tacuara en la década de 1960. En sus estudios antropológicos, políticos, económicos y sociológicos  mezcló ideas aristocráticas, racistas y nacionalistas en lo político-antropológico, con un anticapitalismo de tendencia socializante en lo económico. Se convirtió en profesor de estudios antropológicos en Buenos Aires como vicedirector del Instituto de Estudios Humanos (de 1953 a 1955 y nuevamente de 1972 a 1976). Enseñó economía, etnografía y francés en la Universidad Nacional de Cuyo (1948-1955) y en la Universidad del Salvador (1964-1965). También fue miembro de la Academia Argentina de Sociología (1952-1955) y conferencista de las Fuerzas Armadas de la República Argentina (1961-1971). De Mahieu desarrolló un proyecto de economía comunitaria (sobre el cual luego teorizara en su obra "El Estado Comunitario" de 1964) en la región de Cuyo, Argentina durante el gobierno de Perón.
También estudió en las universidades de Mendoza y Buenos Aires; donde se graduó en filosofía, como doctor Honoris Causa de medicina, doctor en ciencias económicas y doctor en ciencias políticas.
Jacques de Mahieu permaneció en Argentina en sus últimos años. Uki Goñi afirma que fue fotografiado con Carlos Menem durante la última campaña presidencial de 1989. Jacques de Mahieu encabezó el capítulo argentino del grupo neonazi español, CEDADE, hasta su muerte en Buenos Aires, en 1990.
De Mahieu escribió sobre la América precolombina. Viajó a Paraguay para realizar estudios antropológicos y afirmó que las tribus Guayaki eran descendientes de los vikingos. Supuestamente viajó a Brasil en 1974, donde visitó el parque Sete Cidades en Piauí y lo consideró un establecimiento vikingo. Sus libros sobre los Caballeros Templarios afirman que se establecieron en México antes que Colón.
La particularidad y excepcionalidad de sus libros, junto con los estudios e interpretaciones en las que participó, aunque mezcladas con elementos polémicos, dan cuenta de un formalismo metodológico que resalta por sus evidencias físicas y muestra que es una fuente ignorada e inestimable para el revisionismo histórico de la América precolombina a pesar de apoyarse viablemente en trabajos de reconocidos académicos como los de Carlos Rusconi entre muchos otros.
Jacques de Mahieu falleció el 4 de octubre de 1990 en Buenos Aires (Argentina).

## En la cultura popular
En 2017 se estrenó la película/documental Memoria de la sangre, basada en su vida y su obra. El film fue dirigido por Marcelo Charras y contó con la participación de Xavier, el hijo de Jacques de Mahieu.

## Obras

### en español
- Europa y el nacionalsocialismo: desde el tratado de Versalles, video
- La inteligencia organizadora, Editorial San Luis, 1950
- Filosofía de la estética, Universidad Nacional de Cuyo, 1950
- Evolución y porvenir del sindicalismo, Arayú, 1954
- La economía comunitaria, Universidad Argentina de Ciencias Sociales, 1964
- Diccionario de ciencia política, Books International, 1966
- Proletariado y cultura, Marú, 1967
- Fundamentos de biopolítica, Centro Editor Argentino, 1968
- Maurras y Sorel, Centro Editor Argentino, 1969
- Tratado de sociología general, Centro Editor Argentino, 1969
- El estado comunitario, La Bastilla (2a edición), 1973
- El gran viaje del Dios-sol, Hachette, 1976
- La agonía del dios Sol, Hachette, 1977
- La geografía secreta de América, Hachette, 1978
- El rey vikingo del Paraguay, Hachette, 1979
- La naturaleza del cosmos, Retorno, 2008

### en francés
- Précis de biopolitique, Éditions celtiques, 1969
- Le Grand voyage du dieu-soleil, Édition spéciale, 1971
- L'Agonie du Dieu Soleil. Les Vikings en Amérique du Sud, Robert Laffont, 1974
- Drakkars sur l'Amazone, Copernic, 1977
- L'Imposture de Christophe Colomb. La Géographie Secrète de l'Amérique, Copernic, 1979
- La Fabuleuse Épopée des Troyens en Amérique du Sud, Pardès, 1998
- Les Templiers en Amérique, J'ai lu, 1999
- Maurras et Sorel, Cariou Publishing, 2024

### en aléman
- Des Sonnengottes große Reise – Die Wikinger in Mexiko und Peru, Grabert Verlag, 1972
- Des Sonnengottes Todeskampf – Die Wikinger in Paraguay, Grabert Verlag, 1973
- Des Sonnengottes heilige Steine – Die Wikinger in Brasilien, Grabert Verlag, 1975
- Wer entdeckte Amerika? – Geheimgeographie vor Kolumbus, Grabert Verlag, 1977
- Der weiße König von Ipir, Grabert Verlag, 1978
- Die Templer in Amerika oder das Silber der Kathedralen, Grabert Verlag, 1979
- Das Wikingerreich von Tiahuanacu – Geschichte eines nordischen Imperiums in Südamerika, Grabert Verlag, 1981
- Die Erben Trojas, Grabert Verlag, 1982
- Die Flucht der Trojaner: Wie ihre Hochkultur über Nordafrika und die Kanarischen Inseln nach Amerika gelangte, Grabert Verlag, 1985
- Volk – Nation – Rasse. Grundlagen der Biopolitik, DS-Verlag, 2003

### en inglés
- Foundations of Biopolitics: Race. Ethno-genopolitics. Population Volume. Migrations, Cariou Publishing, 2023.